# 帕塔斯區
帕塔斯區（西班牙語：Distrito de Pataz），是秘魯的一個區，位於該國西北部拉利伯塔德大區的帕塔斯省，面積467.44平方公里，海拔高度2,780米，2005年人口4,364，人口密度每平方公里9.3人。